# Aeroportul Internațional Ganja
Aeroportul Internațional Ganja (IATA: GNJ, ICAO: UBBG) este un aeroport din Gandja, Azerbaidjan ce deservește zona Gandja. Aeroportul a fost tranzitat în 2019 de 154.000 de pasageri. A fost numit după zona deservită.
Situat la o altitudine de 330 m, aeroportul dispune de 1 pistă.

## Infrastructură

### Piste
Aeroportul dispune de o singură pistă. Pista 12/30 are suprafața de asfalt și dimensiunile 3.300 m × 45 m. 